# Eparchie narjan-marská
Eparchie Narjan-Mar je eparchie ruské pravoslavné církve nacházející se v Rusku.

## Území a titul biskupa
Zahrnuje správní hranice území Něneckého autonomního okruhu, Lešukonského a Mezeňského rajónu Archangelské oblasti, souostroví Nová země a Země Františka Josefa.
Eparchiálnímu biskupovi náleží titul biskup narjan-marský a mezeňský.

## Historie
Eparchie byla zřízena rozhodnutím Svatého synodu dne 27. prosince 2011 oddělením území z archangelské metropole. Stala se součástí nově vzniklé archangelské metropole.
Prvním eparchiálním biskupem se stal jeromonach Iakov (Tislenko), duchovní archangelské eparchie.

## Seznam biskupů
- 2012–2025 Iakov (Tislenko)
- od 2025 Sofronij (Semenov)